# 西伊豆町
西伊豆町（にしいずちょう）は、静岡県の伊豆半島西岸に位置する町。

## 地勢
標高1,000 m程度の山稜から流れる宇久須川と仁科川、この2河川の河口付近に主な市街地を形成し、その間の入江にも小規模な集落を形成する。この宇久須川と仁科川のどちらも河口に砂浜を形成し、毎年多くの海水浴客を呼ぶ。海岸地形は複雑で小島が多く、黄金崎や「伊豆の松島」とも呼ばれる堂ヶ島などの景勝地で知られ、一帯の海岸が『伊豆西南海岸』として国指定の名勝に指定されており、富士箱根伊豆国立公園の一部にも指定されている。
なお、今後発生が見込まれる南海トラフ巨大地震の際には、市内の海岸に最大9mの津波が到達することが予想されている。
気候は温暖な海洋性気候で平均気温は16℃程。これは黒潮の影響を強く受けているためである。
主な地形
- 山 : 四十山(437 m), 大野山(615 m), 笠蓋山(703 m), みそう台(920 m)
　 　 大倉山(940 m), 長九郎山(995 m), 猿山(999 m)
- 河川 : 仁科川、宇久須川

## 歴史
- 江戸時代末期：那賀郡に7の村々が存在した。旧高旧領取調帳では安良里村・一色村・大沢里村が旗本領、宇久須村・田子村・浜村・中村が掛川藩領であった。

- 1889年（明治22年）4月1日：町村制施行に伴い、浜村・一色村・中村・大沢里村が合併し、仁科村が成立する。安良里村・宇久須村が合併し、宇久須村が成立する。田子村は単独で田子村として成立する。
- 1896年（明治29年）
  - 4月1日：那賀郡が賀茂郡へ統合される。
  - 5月14日：宇久須村から大字安良里が分立し、安良里村となる。
- 1945年（昭和20年）1月7日：強制連行中国人178人、戦線工業仁科鉱山着、途中22人死亡、以後強制労働で82人死亡。
- 1956年（昭和31年）
  - 3月31日：仁科村と田子村が合併し、西伊豆町となる。
  - 9月30日：安良里村と宇久須村が合併し、賀茂村となる。
- 1968年（昭和43年）：堂ヶ島洋ランセンターが設立（後の『らんの里堂ヶ島』）[注釈 1][3]。
- 2003年（平成15年）8月31日：伊豆箱根鉄道の高速船運行終了[4]。
- 2005年（平成17年）4月1日：西伊豆町と賀茂村が合併し、新たに西伊豆町となる。
- 2009年（平成21年）8月11日：駿河湾地震が発生。仁科で震度5強を観測。
- 2013年（平成25年）7月18日：大雨で安良里地区を中心に床上浸水などの被害[5]。
- 2020年（令和2年）4月：新型コロナウイルス感染症の拡大に伴い公共施設、観光施設、宿泊施設の閉鎖、利用制限が行われる[6]。
- 2021年（令和3年）8月23日：新型コロナウイルス感染症の拡大に伴う緊急事態宣言を受けて大浜・田子瀬浜・大田子・安良里・黄金崎・宇久須、以上6か所の海水浴場を閉鎖[7]。同月29日、当年度の町内海水浴場開設期間を終了[8]。
- 2022年（令和4年）12月：同町出身のミュージシャン・遠藤一馬が、西伊豆町応援ソングと銘打った楽曲「Home[注釈 2]」をリリース。西伊豆中学校校歌を作詞・作曲した谷本貴義と、かつて遠藤もメンバーとして名を連ねていたロックバンド「SIAM SHADE」の元ベーシスト・NATCHINをゲストに迎えて制作。CDは西伊豆町のふるさと納税返礼品として入手できる[9]。

## 人口
2024年、民間の有識者らで作る人口戦略会議は、各市町村における2020年から30年間の女性人口減少率を予想。西伊豆町では、20歳から39歳の女性が70.2%減少するとし、将来的に消滅する可能性が高い「消滅可能性自治体」であることを発表した。
| |                                          |  |
| 西伊豆町と全国の年齢別人口分布（2005年） | 西伊豆町の年齢・男女別人口分布（2005年） |  |
| ■紫色 ― 西伊豆町 ■緑色 ― 日本全国 | ■青色 ― 男性 ■赤色 ― 女性                |  |
| 西伊豆町（に相当する地域）の人口の推移 \| 1970年（昭和45年） \| 14,933人 \| \| \| 1975年（昭和50年） \| 14,953人 \| \| \| 1980年（昭和55年） \| 14,376人 \| \| \| 1985年（昭和60年） \| 13,529人 \| \| \| 1990年（平成2年） \| 12,696人 \| \| \| 1995年（平成7年） \| 11,983人 \| \| \| 2000年（平成12年） \| 11,268人 \| \| \| 2005年（平成17年） \| 10,372人 \| \| \| 2010年（平成22年） \| 9,469人 \| \| \| 2015年（平成27年） \| 8,234人 \| \| \| 2020年（令和2年） \| 7,090人 \| \| |                                          |  |
| 総務省統計局 国勢調査より |                                          |  |
| 1970年（昭和45年） | 14,933人                                 |  |
| 1975年（昭和50年） | 14,953人                                 |  |
| 1980年（昭和55年） | 14,376人                                 |  |
| 1985年（昭和60年） | 13,529人                                 |  |
| 1990年（平成2年） | 12,696人                                 |  |
| 1995年（平成7年） | 11,983人                                 |  |
| 2000年（平成12年） | 11,268人                                 |  |
| 2005年（平成17年） | 10,372人                                 |  |
| 2010年（平成22年） | 9,469人                                  |  |
| 2015年（平成27年） | 8,234人                                  |  |
| 2020年（令和2年） | 7,090人                                  |  |

## 行政

### 町長
- 町長 : 星野淨晋（2017年4月24日就任、2期目）

### 地区
- 旧賀茂村
  - 宇久須（うぐす）地区 - 旧宇久須村
  - 安良里（あらり）地区 - 旧安良里村[注釈 3][11]
- 西伊豆町（狭義）
  - 田子（たご）地区 - 旧田子村
  - 仁科（にしな）地区 - 仁科村
    - 仁科（狭義） - 旧浜村
    - 中（なか）地区 - 旧中村
    - 一色（いしき）地区 - 旧一色村
    - 大沢里（おおそうり）地区 - 旧大沢里村

### 姉妹都市
- 富士見町（長野県） - 2005年（平成17年）10月5日姉妹町提携[12]
- 市川三郷町（山梨県）-2015年（平成27年）4月1日姉妹町提携

### 国の機関
- 国土地理院田子験潮場

## 議会

### 町議会
- 定数：10人
- 任期：2021年4月24日 - 2025年4月23日
- 議長：堤　豊
- 副議長：仲田慶枝

### 衆議院
- 選挙区：静岡県第6区（沼津市、熱海市、伊東市、下田市、伊豆市、伊豆の国市（旧韮山町、大仁町）、賀茂郡、駿東郡（長泉町、清水町））
- 任期：2021年10月31日 - 2025年10月30日
- 投票日：2021年10月31日
- 当日有権者数：425,131人
- 投票率：53.77％

| 当落 | 候補者名 | 年齢 | 所属党派     | 新旧別 | 得票数    | 重複 |
| ---- | -------- | ---- | ------------ | ------ | --------- | ---- |
| 当   | 勝俣孝明 | 45   | 自由民主党   | 前     | 104,178票 | ○    |
| 比当 | 渡辺周   | 59   | 立憲民主党   | 前     | 99,758票  | ○    |
|      | 山下洸棋 | 30   | 日本維新の会 | 新     | 22,086票  | ○    |

## 産業

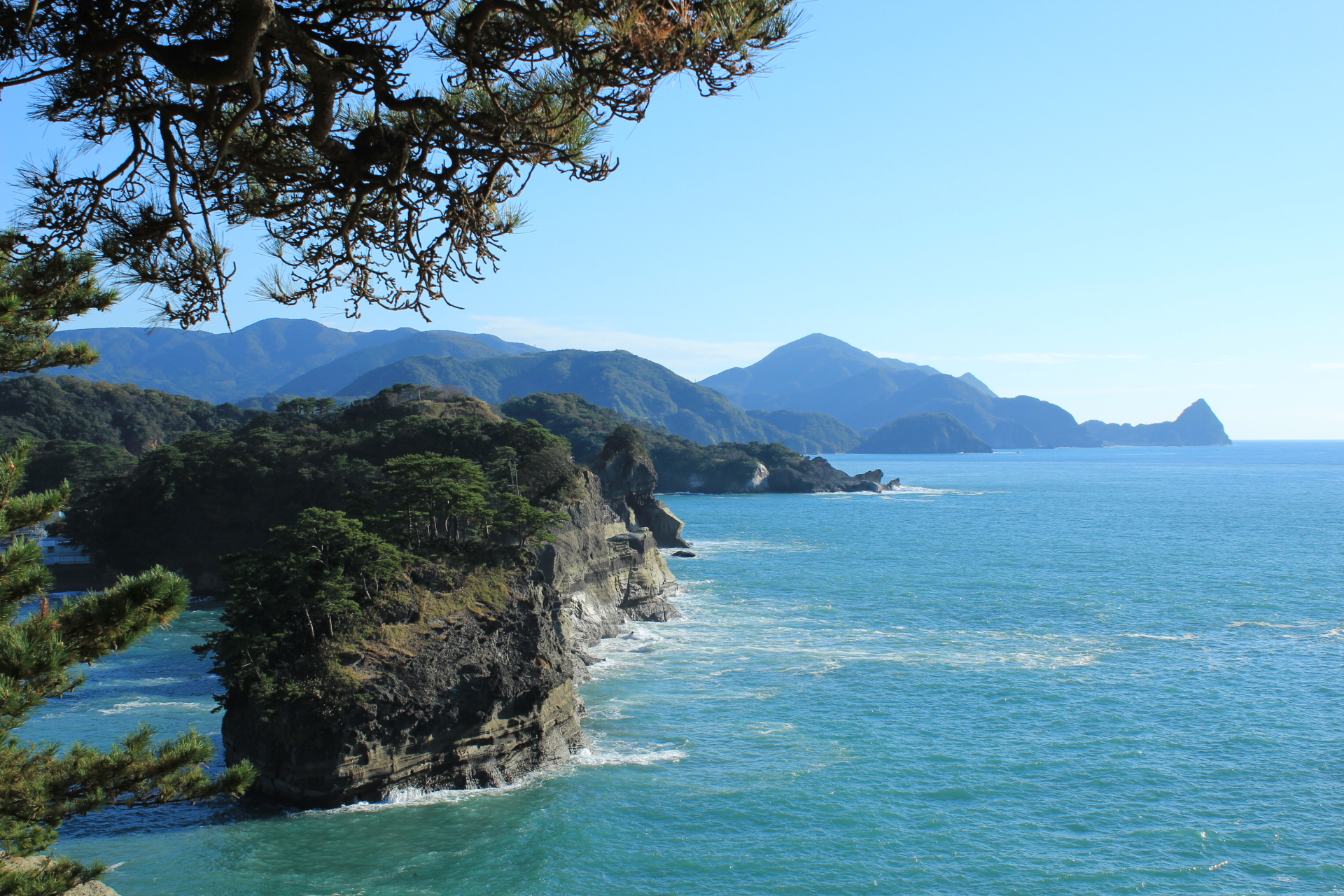
西伊豆町の海岸。画像には隣の松崎町の町域も含まれている。

海岸の景色を売りにした温泉を中心とした観光業や漁業が中心。田子地区は明治から昭和にかけて漁業を中心とした鰹節加工業が栄え、カツオの町として知られていたが現在では衰退している。しかし今でも造船所が複数あるなど造船関連業は多い。
また、かつては採石業も目立つ存在で、当町で採石されたものが羽田空港の再拡張事業の埋め立てに使われたが、現在では採石は終了し、砕石業に移行している。
鰹節の誕生以前の日本で利用されていたカツオの保存食・しおかつおを利用したご当地グルメの開発、地域おこしが行われている。
農業においてはキダチアロエの栽培が盛ん。全国一の生産量を誇る。

### 観光業
宇久須地区には以前、ガラスの原料となる珪石を採掘する伊豆珪石鉱山があったことから、ガラス文化の里として観光を展開しており、ガラスをテーマとした美術館である黄金崎クリスタルパークや、クリスタルビーチと名付けられた海水浴場があり、多数のガラス工芸作家も住んでいる。また、澄んだ海を利用したスクーバダイビングも盛んである。

## 教育

### 中学校
- 西伊豆町立西伊豆中学校

### 小学校
- 西伊豆町立賀茂小学校
- 西伊豆町立田子小学校（2024年3月廃校し、賀茂小学校に統合。）
- 西伊豆町立仁科小学校

## 交通

### 鉄道
町内に鉄道は通っていない。鉄道を利用する場合の最寄り駅は、伊豆箱根鉄道駿豆線修善寺駅あるいは、伊豆急行線稲梓駅、蓮台寺駅、伊豆急下田駅。
なお、鉄道駅から路線バスに乗り換えて西伊豆町内へ行く場合、西伊豆町とを結ぶ路線バスが発着する駅は伊豆急行線伊豆急下田駅・蓮台寺駅・稲梓駅、伊豆箱根鉄道駿豆線修善寺駅の各駅である。町内（堂ヶ島）への所要時間は伊豆急下田駅から約58分、修善寺駅から約1時間30分。ほかに、三島駅との間に特急・快速バス（西伊豆特急・快速バス）が運行されている。

### バス
- 東海バス - 東海自動車グループ。周辺の下田市・松崎町・伊豆市・南伊豆町・伊豆の国市・三島市との間で運行する。
  - 特急・快速（西伊豆特急・快速バス）：三島駅 - 長岡温泉 - 土肥温泉 - バイパス宇久須 - バイパス安良里 - バイパス田子 - 堂ヶ島 - 松崎
  - 快速：修善寺駅 - 出口 - 土肥温泉 - 宇久須 - バイパス安良里 - バイパス田子 - 堂ヶ島 - 仁科 - 松崎
  - 修善寺駅 - 出口 - 土肥温泉 - 宇久須 - 安良里 - 田子 - 堂ヶ島 - 仁科 - 松崎
  - 伊豆急下田駅 - 蓮台寺駅 - 落合(稲梓駅)- 箕作 - 大沢温泉口 - 松崎 - 仁科 - 堂ヶ島 - 田子 - 安良里 - 宇久須
  - 西伊豆町自主運行バス
    - 神田 - バイパス宇久須 - バイパス安良里 - バイパス田子 - 堂ヶ島 - 仁科 - 白川 - 宮ヶ原
    - 神田 - 宇久須 - 安良里 - 田子 - 堂ヶ島 - 仁科 - 松崎

### 道路
一般国道
- 国道136号

主要地方道
- 静岡県道59号伊東西伊豆線

一般県道
- 静岡県道410号仁科峠宇久須線

### 港湾
- 宇久須港
- 安良里港
- 田子港
- 仁科港

## 名所・旧跡・観光スポット

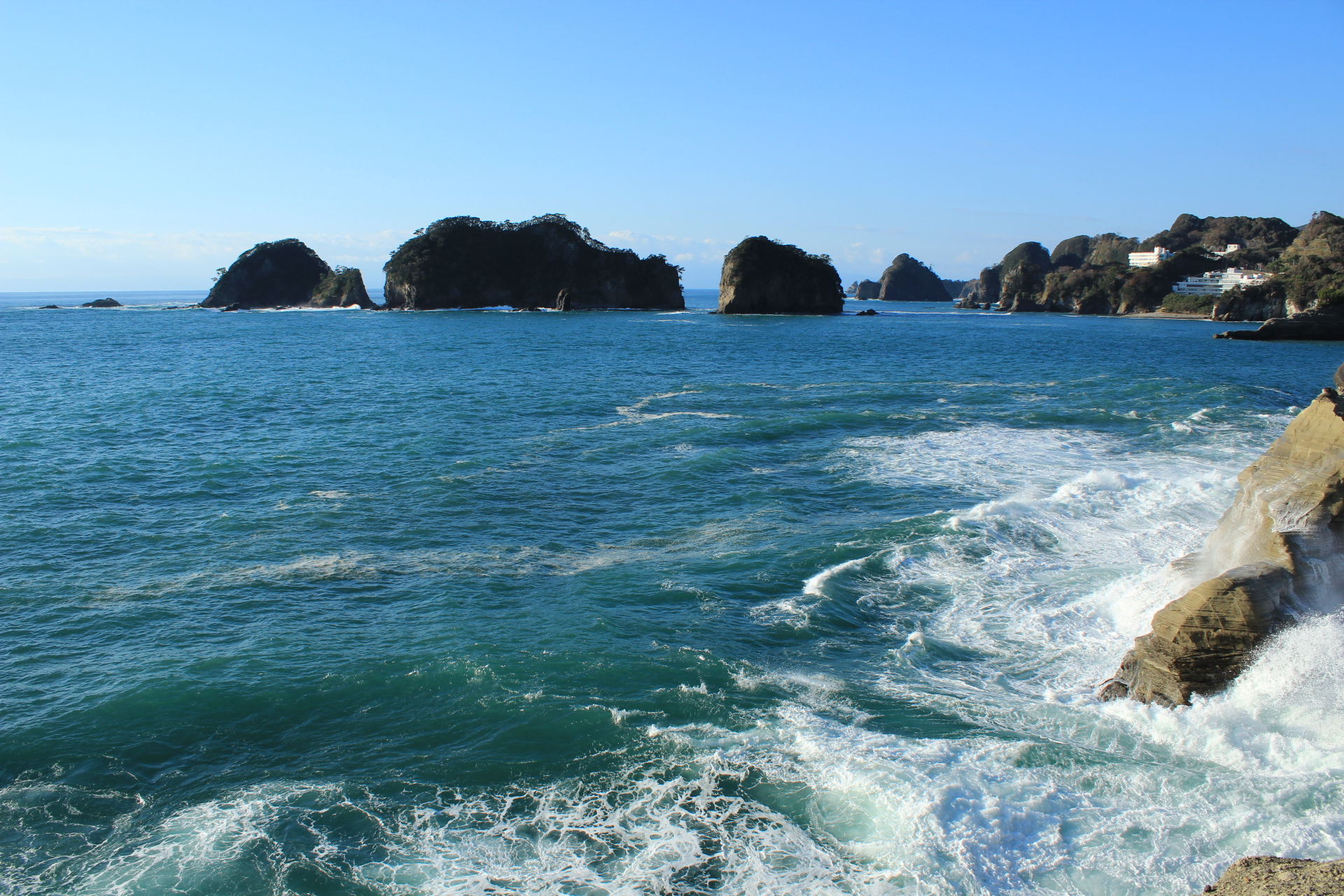
三四郎島

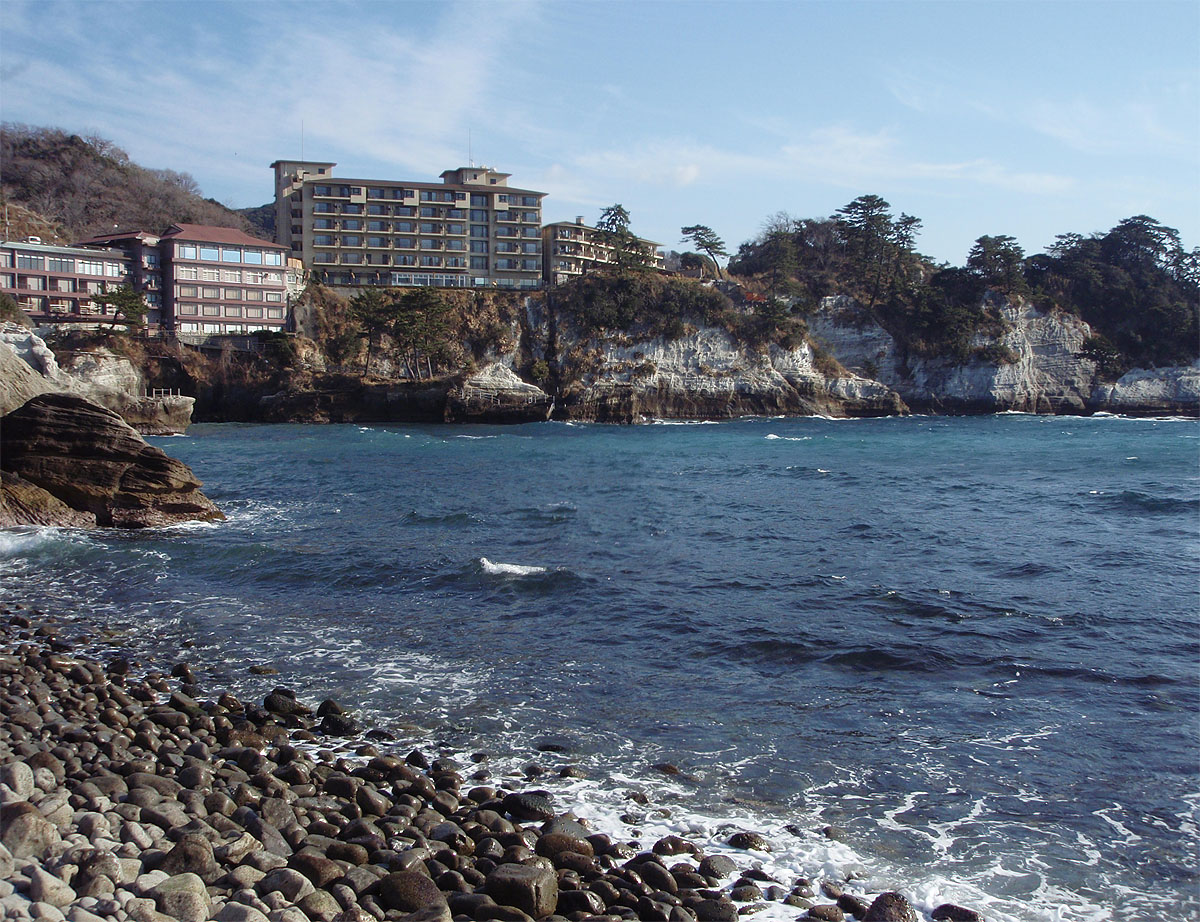
堂ヶ島温泉のホテル群と特徴的な軽石凝灰岩の海岸。

### 海岸
- 夕陽 - 同町が半島の西に位置し、駿河湾に沈む夕陽を望めることから、「夕陽のまち」をアピールしている。海岸には小島が多く、とくに大田子浜海岸の沖には、俗に「めがねっちょ」などと呼ばれる穴の開いた岩もあり、これらの島々と夕日の撮影を目的とした写真愛好家が集まる。
- 黄金崎（こがねざき） - 宇久須地区南岸にある夕日を受けて断崖が黄金色に輝く岬。富士山を望むこともできる。ダイビングポイントとしても知られている。
- 今山（いまやま） - 西伊豆町の沿岸部の中央、安良里地区と田子（大田子）地区の狭間にある丸い半島状の山。遊歩道が整備されている[17]。
- 堂ヶ島（どうがしま） - 仁科地区の北岸にある断崖と小規模な島々からなる景勝地。洞窟の天井に穴が開いている天窓洞や、干潮時に三四郎島まで道ができることで知られている（瀬浜海岸、タイダル・アイランド）。遊覧船も運行されている（堂ヶ島マリン）。

### 海水浴場
- クリスタルビーチ
- 宇久須海水浴場
- 黄金崎海水浴場
- 安良里海水浴場
- 大田子海水浴場
- 田子瀬浜海水浴場
- 浮島海水浴場
- 乗浜海水浴場
- 大浜海水浴場

### スキューバダイビング
- 黄金崎ダイブセンター
- 安良里マリン
- 西伊豆シーランドダイビングサービス
- 海冒主
- ガイズダイビングセンター
- 田子ダイビングセンター
- シーエッグダイバーズ
- サンセットリゾートダイブセンター
- マリンステーション堂ヶ島

### 温泉
- 宇久須温泉
- 浮島温泉 - 堂ヶ島北部にある温泉地。
- 堂ヶ島温泉 - 堂ヶ島にある温泉地。
- 祢宜ノ畑(ねぎのはた)温泉 - 大沢里地区の温泉。

#### 日帰り温泉
- しおさいの湯
- 沢田公園 露天風呂
- なぎさの湯
- せせらぎの湯
- やまびこ荘 - 廃校になった大沢里小学校を活用した温泉施設である。温泉を利用した屋外プールもあり、近年ではグラビアアイドルの撮影でよく使われて有名になっている。

### キャンプ場
- 宇久須キャンプ場
- キャンプ黄金崎
- Seaside Base ARARI
- AQUA VILLAGE
- 西伊豆オートキャンプ場

### その他
- 宇久須神社 - 宇久須地区の式内社・旧村社。
- 多爾夜神社 - 安良里地区の式内社・旧村社。
- 哆胡神社 - 田子地区の式内社・旧村社。
- 佐波神社 - 仁科地区の式内社・旧郷社。人形三番叟（県指定無形民俗文化財）。
- はんばた市場 - 仁科漁港にある鮮魚・野菜直売所。

旧施設
- 加山雄三ミュージアム - 堂ヶ島に所在し、加山雄三の絵画や映画、楽曲などが展示されていた。ミュージアム内にはアトリエがあり、本人がキャンバスに向かっていることもあった。1998年開館、2022年閉館[18]。
- らんの里堂ヶ島 - 1968年に堂ヶ島洋ランセンターとして設立。2006年3月よりリニューアルオープンし「らんの里堂ヶ島」として営業も、2013年7月に営業終了。

## 文学
- 三島由紀夫 : 『獣の戯れ』、『苺』
- 松本清張 : 『渦』
- 西村京太郎 : 『十津川警部　西伊豆変死事件』、『伊豆海岸殺人ルート』
- 山口瞳 : 『迷惑旅行』

## 出身著名人等

### 出身者
- 山本敬三郎 - 1913年（大正2年）8月17日、旧・賀茂郡田子村生まれ。官僚、政治家（静岡県知事等）。
- 森和夫 - 1916年（大正5年）4月1日、旧・賀茂郡田子村生まれ。実業家（東洋水産創業者）。
- 堤達男 - 1918年（大正7年）10月18日、旧・賀茂郡仁科村生まれ。彫刻家。
- 遠藤一馬 - 1972年（昭和47年）2月26日、東京都北区王子生まれ、西伊豆町育ち。ミュージシャン（ロックバンド「SIAM SHADE」の元メンバー）。

### 地域にゆかりのある人物等
- 加山雄三 - かつて所有していたプレジャーボート「光進丸」を、安良里漁港を母港として停泊させていた。
- AKB48 - シングル「10年桜」のミュージックビデオを、安良里漁港・旧安良里小学校・西天城高原をロケ地として撮影・制作した。
- 谷本貴義 - 町内の学校再編により2021年4月に新設された西伊豆町立西伊豆中学校の委嘱により、2022年7月に校歌を作詞・作曲した[19]。